# 藍川美聖
藍川 美聖（あいかわ みさと、旧芸名：松田 美聖（まつだ みさと）、1985年6月19日 - ）は、東京都出身の女性モデル、元レースクイーン、イベントコンパニオンである。

## 来歴
- 2008年、フェイスネットワークに所属。同年、芸能人女子フットサルチーム『ZENT sweeties』に入団したが、同年9月で退団。
- 2009年、筑波サーキットクイーンとして1年間活動する。
- 2010年、所属していたフェイスネットワークが会社解散したことに伴い、ディライトアソシエーションに移籍。同年、亀田理恵（アヴィラ所属）と共にスーパー耐久「CAR X's レースクイーン」を務める。
- 2012年11月19日、自身のブログで入籍したことを発表[1]。2013年3月26日、第一子となる女児を出産[2]。

## 人物
- 趣味は読書、ゲーム。
- 特技はバスケットボール、スノーボード。
- 好きな色はピンク、オレンジ。
- 自身のブログでは記事名に絵文字を付けることが多い。
- フェイス時代の同僚だった矢代梢[3]と仲が良く、矢代は藍川のことを「ハニー」と呼んでいる[4]。

## 主な活動

### レースクイーン
- スーパー耐久「TEAM 5ZIGEN レースクイーン」（2009年）
- 筑波サーキット「つくばサーキットレースクイーン」（2009年）
- スーパー耐久「CAR X's レースクイーン」（2010年）
- Formula NIPPON「Team LeMans フォーラムエンジニアリングギャル」（2010年）

### イベントコンパニオン
- 東京オートサロン
- IT Pro EXPO
- 国際フィッシングショー
- HVA C&R JAPAN
- JAPAN GOLF FAIR
- リテールテックJAPAN
- FOODEX JAPAN
- FABEX JAPAN
- テクノフロンティア
- フォトイメージングエキスポ
- 国際福祉機器展
- 東京ゲームショウ
- CP+

### キャンペーンガール
- JTナイトキャンペーン

### 雑誌
- Lure Magazine（2008年4月号）
- ギャルズパラダイス